# Moulin à vent de Montauriol
Le moulin à vent de Montauriol est un moulin situé au lieu-dit « Le Clot-de-Lamait » (ou la Maït), à Montauriol, département de l'Aude, en France.

## Localisation
Le moulin est situé sur la commune de Montauriol, dans le département français de l'Aude.

## Historique
Construit au XVIIIe siècle, le moulin à vent de Montauriol était en ruines lorsqu'il a été acquis par un couple en 2008. Le moulin a entièrement été restauré sous la surveillance des Architectes de France. Le vendredi 25 mai 2012, le chapeau (lou capel) du moulin, appelé aussi calotte, restauré au sol par un charpentier spécialisé, l'entreprise CBC, de Marquein, était hissé, à l'aide d'une grue, sur le fût du bâtiment (la tour). Il restait ensuite à reconstituer les ailes.
Le moulin fonctionnait encore sous l'occupation allemande. Le dernier meunier en est Achille Cros.
Moulin à deux ailes avec axe moteur en fer.
L'édifice est inscrit au titre des monuments historiques en 1984.